# Circuit imprimé flexible

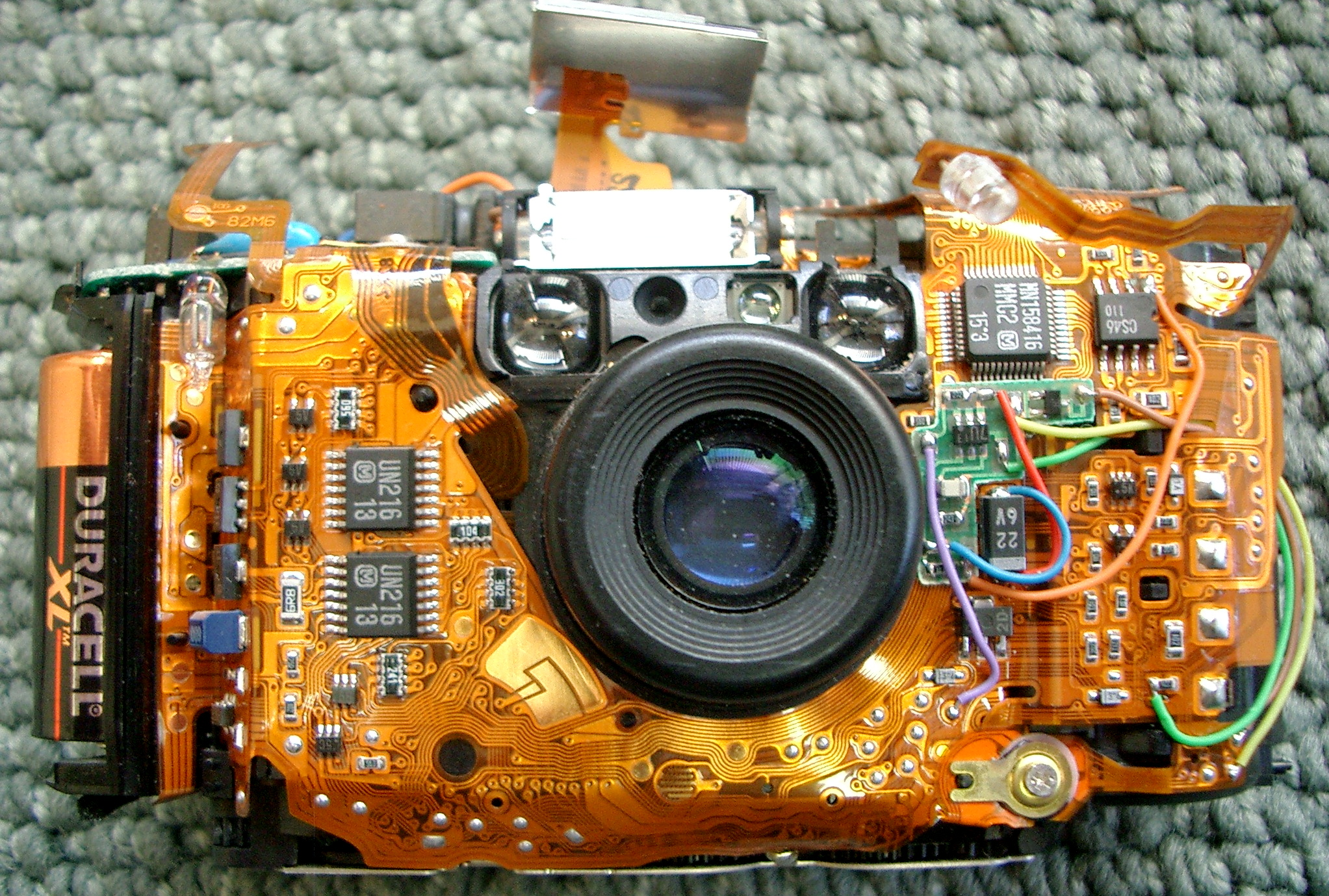
Un appareil photo Olympus Stylus sans boîtier, montrant son circuit imprimé flexible.

Un circuit imprimé flexible (flex PCB ou circuit flex) est une technologie de circuit imprimé qui consiste à utiliser un substrat plastique haute performance, tel que le polyimide (Kapton) ou le film PEEK. De plus, les circuits flex peuvent être sérigraphiés par de l'argent sur du polyester. L'assemblage peut être effectué avec les composants utilisés pour des circuits imprimés classiques, tout en autorisant le circuit à respecter une forme particulière, ou en se pliant en cours d'utilisation. Les substrats flexibles sont utilisés dans une grande variété d'applications :
- produits électroniques compacts, dans lesquels les connexions peuvent être nécessaires dans les 3 axes, par exemple les appareils photo, les PDA, les téléphones (applications statiques) ;
- connexions électriques nécessitant une torsion durant leur utilisation, tels que les téléphones portables à clapet (application dynamique) ;
- connexions électriques entre sous-ensembles inadaptés aux fils électriques, du fait de leur poids et volume important : fusées spatiales, satellites ;
- en général les connexions électriques pour lesquelles épaisseur et volume sont des facteurs importants.

## Applications
Les circuits flex sont souvent utilisés comme connecteurs dans les applications dans lesquelles la torsion mécanique, le gain de place ou les contraintes de production limitent l'utilisation de circuits rigides ou de câblage filaire manuel. Les matrices de commutation des claviers d'ordinateur sont un bon exemple d'application de grande série pour les circuits flex.
Grâce notamment à leurs excellentes propriétés de résistance aux températures élevées et aux vibrations, les circuits imprimés souples représentent également une solution technique éprouvée dans le cadre de conditions d'utilisation sévères.
Dans la fabrication des écrans à cristaux liquides, le verre est utilisé comme substrat. Si une feuille de plastique ou de métal est utilisée, le système entier peut devenir flexible, du fait de la faible épaisseur du film déposé sur le substrat (quelques µm) : c'est le principe du papier électronique.
Des diodes OLED peuvent être utilisées pour remplacer le rétro-éclairage des affichages LCD flexibles.
Les cellules solaires sur support flexible ont été développées pour alimenter les satellites. Ces panneaux sont légers, peuvent être enroulés pour le lancement, et sont facilement déployables. Ce sont des qualités très appréciables pour ce type d'application.
Certains fabricants de circuits imprimés flexibles, à l'image de la société Flex Connect en France, se sont spécialisés dans la fabrication de flex PCB de grandes dimensions : grâce à la maîtrise d'un processus de fabrication en rouleau, il est ainsi possible de fabriquer des circuits imprimés de plusieurs dizaines de mètres de long.